# Communauté de communes du Pays-des-Essarts
La communauté de communes du Pays-des-Essarts (CCPE) est une ancienne structure intercommunale à fiscalité propre française située dans le département de la Vendée et la région des Pays de la Loire.
Créée le 1er janvier 1994, elle disparaît le 31 décembre 2016 à la suite de la création de la communauté de communes du Pays-de-Saint-Fulgent-les-Essarts, entité résultant de la fusion de la communauté de communes avec celle du Pays-de-Saint-Fulgent.

## Composition
Elle comprend les communes suivantes :
| Nom                       | Code Insee | Gentilé      | Superficie (km2) | Population (dernière pop. légale) | Densité (hab./km2) |
| ------------------------- | ---------- | ------------ | ---------------- | --------------------------------- | ------------------ |
| Essarts-en-Bocage (siège) | 85084      | Essartois    | 68,47            | 8 719 (2015)                      | 127                |
| La Merlatière             | 85142      | Merlatériens | 14,86            | 987 (2015)                        | 66                 |
| Sainte-Cécile             | 85202      | Céciliens    | 32,73            | 1 600 (2015)                      | 49                 |
| Saint-Martin-des-Noyers   | 85246      | Martinoyens  | 41,74            | 2 305 (2015)                      | 55                 |

Il s’agit des 7 communes du canton des Essarts à l’exception de La Ferrière et de Dompierre-sur-Yon qui font partie de La Roche-sur-Yon-Agglomération.
Le 1er janvier 2016, la création de la commune nouvelle d’Essarts-en-Bocage fait passer le nombre de communes de 7 à 4.

## Compétences
La communauté de communes agit dans les domaines suivants :
- le développement économique (dont le parc d’activités de la Mongie, sortie de l’autoroute A87 Les Essarts) ;
- la piscine intercommunale des Essarts ;
- la collecte des ordures ménagères (ramassage, points propres et déchetterie) ;
- l’emploi ;
- l’habitat
- le développement culturel et touristique par le biais de l’office de tourisme et du comité d’échanges et de jumelages avec la ville allemande de Neunkirchen-Seelscheid et la ville britannique de Bicester ;
- le système d’information géographique (SIG) (informatisation des données du cadastre, du POS, des réseaux EDF, télécom, etc.) ;
- les personnes âgées ;
- le service public d’assainissement non collectif.

## Administration

### Siège
Le siège de la communauté de communes se situe au 51, rue Georges-Clemenceau, à Essarts-en-Bocage.

### Présidence
| Période           | Période           | Identité             | Étiquette | Qualité |
| ----------------- | ----------------- | -------------------- | --------- | --- |
| Hiver 1994        | Juin 1995         | Paul Drouin          |           | Maire des Essarts (1989-1995) |
| Juin 1995         | 13 septembre 2004 | Bertrand de Villiers | UDF MPF   | Conseiller général, élu dans le canton des Essarts (1987-2010) Conseiller municipal de Boulogne (2001-2008)                                  |
| 13 septembre 2004 | 31 décembre 2016  | Jean-Paul Croué      | DVD       | Maire de Sainte-Florence (1989-2014) Conseiller municipal de Sainte-Florence (1977-2015) Conseil municipal d’Essarts-en-Bocage (depuis 2016) |

## Historique
La communauté de communes du pays des Essarts a été créée le 1er janvier 1994 par arrêté préfectoral du 30 décembre 1993 dans la continuité d’un précédent Syndicat intercommunal à vocations multiples (SIVOM) qui regroupe d’abord les communes de Boulogne, La Merlatière, Les Essarts, La Ferrière, L'Oie, Sainte-Florence (années 60). 
Les communes de Dompierre-sur-Yon, Sainte-Cécile et Saint-Martin des Noyers rejoignent le SIVOM en mai 1978. La communauté de communes reprend les compétences du SIVOM qui est dissous en janvier 1994. Les communes de Dompierre-sur-Yon et de La Ferrière rejoignent la communauté de communes du Pays-Yonnais.